# 1945 dans les parcs de loisirs
| Années des parcs de loisirs : 1942 - 1943 - 1944 - 1945 - 1946 - 1947 - 1948    |
| Décennies des parcs de loisirs : 1910 - 1920 - 1930 - 1940 - 1950 - 1960 - 1970 |

## Attractions

### Montagnes russes
| Nom     | Type/Modèle | Constructeur                  | Parc                     | Pays       |
| ------- | ----------- | ----------------------------- | ------------------------ | ---------- |
| Cyclone | Bois        | Philadelphia Toboggan Company | Palisades Amusement Park | États-Unis |

### Autres attractions
| Nom      | Type/Modèle | Constructeur                  | Parc        | Pays       |
| -------- | ----------- | ----------------------------- | ----------- | ---------- |
| Carousel | Carrousel   | Philadelphia Toboggan Company | Hersheypark | États-Unis |